# Goodwill Games 2001/Leichtathletik
Bei den Goodwill Games 2001 wurden vom 4. bis 7. September 44 Wettbewerbe, jeweils 22 für Männer und Frauen, in der Leichtathletik ausgetragen.

## Ergebnisse Männer

### 100 m
| Platz | Athlet            | Land | Zeit (s) |
| ----- | ----------------- | ---- | -------- |
| 1     | Dwain Chambers    | GBR  | 10,11    |
| 2     | Tim Montgomery    | USA  | 10,27    |
| 3     | Matt Shirvington  | AUS  | 10,30    |
| 4     | Aziz Zakari       | GHA  | 10,30    |
| 5     | Ato Boldon        | TRI  | 10,41    |
| 6     | Dennis Mitchell   | USA  | 10,46    |
| 7     | Jonathan Barbour  | GBR  | 10,47    |
| 8     | Joshua J. Johnson | USA  | 10,51    |

Datum: 5. September

### 200 m
| Platz | Athlet               | Land | Zeit (s) |
| ----- | -------------------- | ---- | -------- |
| 1     | Shawn Crawford       | USA  | 20,17    |
| 2     | Christopher Williams | JAM  | 20,38    |
| 3     | Joshua J. Johnson    | USA  | 20,54    |
| 4     | Marlon Devonish      | GBR  | 20,74    |
| 5     | Christian Malcolm    | GBR  | 20,77    |
| 6     | Kevin Little         | USA  | 20,90    |
| 7     | Stéphan Buckland     | MRI  | 20,92    |
| 8     | David Baxter         | AUS  | 21,39    |

Datum: 6. September

### 400 m
| Platz | Athlet            | Land | Zeit (s) |
| ----- | ----------------- | ---- | -------- |
| 1     | Gregory Haughton  | JAM  | 45,02    |
| 2     | Avard Moncur      | BAH  | 45,31    |
| 3     | Leonard Byrd      | USA  | 45,56    |
| 4     | Éric Milazar      | MRI  | 45,65    |
| 5     | Hamdan al-Bishi   | KSA  | 45,86    |
| 6     | Sanderlei Parrela | BRA  | 45,96    |
| 7     | Antonio Pettigrew | USA  | 46,12    |
| 8     | Clinton Hill      | AUS  | 46,65    |

Datum: 4. September

### 800 m
| Platz | Athlet                 | Land | Zeit (min) |
| ----- | ---------------------- | ---- | ---------- |
| 1     | William Yiampoy        | KEN  | 1:46,49    |
| 2     | Jean-Patrick Nduwimana | BDI  | 1:46,79    |
| 3     | Wilfred Bungei         | KEN  | 1:47,15    |
| 4     | Paweł Czapiewski       | POL  | 1:47,21    |
| 5     | David Krummenacker     | USA  | 1:47,40    |
| 6     | Grant Cremer           | AUS  | 1:47,64    |
| 7     | Trinity Gray           | USA  | 1:47,71    |
| 8     | David Lelei            | KEN  | 1:48,44    |

Datum: 5. September

### 1 Meile
| Platz | Athlet           | Land | Zeit (min) |
| ----- | ---------------- | ---- | ---------- |
| 1     | Noah Ngeny       | KEN  | 3:56,64    |
| 2     | Kevin Sullivan   | CAN  | 3:56,81    |
| 3     | Laban Rotich     | KEN  | 3:56,88    |
| 4     | William Chirchir | KEN  | 3:56,94    |
| 5     | Bernard Lagat    | KEN  | 3:57,10    |
| 6     | Craig Mottram    | AUS  | 3:58,24    |
| 7     | John Mayock      | GBR  | 3:58,49    |
| 8     | Brian Berryhill  | USA  | 4:00,26    |

Datum: 6. September

### 5000 m
| Platz | Athlet              | Land | Zeit (min) |
| ----- | ------------------- | ---- | ---------- |
| 1     | Paul Bitok          | KEN  | 15:26,10   |
| 2     | Luke Kipkosgei      | KEN  | 15:26,61   |
| 3     | John Kemboi Kibowen | KEN  | 15:26,63   |
| 4     | Hailu Mekonnen      | ETH  | 15:26,70   |
| 5     | Sammy Kipketer      | KEN  | 15:27,94   |
| 6     | Richard Limo        | KEN  | 15:28,00   |
| 7     | Million Wolde       | ETH  | 15:30,51   |
|       | Michael Power       | AUS  | DNS        |

Datum: 6. September
Die ersten 4000 Meter waren sehr langsam, danach wurde das Tempo gesteigert und die letzte Runde des Rennens wurde in 51 s zurückgelegt. Die Siegerzeit war somit fast 14 s langsamer als die des Frauenrennens.

### 10.000 m
| Platz | Athlet               | Land | Zeit (min) |
| ----- | -------------------- | ---- | ---------- |
| 1     | Assefa Mezgebu       | ETH  | 28:06,48   |
| 2     | Benjamin Maiyo       | KEN  | 28:06,80   |
| 3     | Albert Chepkurui     | KEN  | 28:06,86   |
| 4     | Yibeltal Admassu     | ETH  | 28:07,53   |
| 5     | Abdihakem Abdirahman | USA  | 28:08,02   |
| 6     | Aloÿs Nizigama       | BDI  | 28:35,91   |
| 7     | Shaun Creighton      | AUS  | 29:06,70   |
| 8     | John Henwood         | NZL  | 29:16,70   |

Datum: 7. September

### 20.000-m-Gehen
| Platz | Athlet              | Land | Zeit (h)       |
| ----- | ------------------- | ---- | -------------- |
| 1     | Nathan Deakes       | AUS  | 1:19:48,1 (GR) |
| 2     | Robert Korzeniowski | POL  | 1:19:52,0      |
| 3     | Roman Rasskasow     | RUS  | 1:21:09,0      |
| 4     | Wiktor Burajew      | RUS  | 1:21:29,2      |
| 5     | Ilja Markow         | RUS  | 1:22:09,8      |
| 6     | Juan Manuel Molina  | ESP  | 1:22:31,8      |
| 7     | Wladimir Andrejew   | RUS  | 1:24:08,1      |
| 8     | Curt Clausen        | USA  | 1:29:03,6      |

Datum: 4. September

### 110 m Hürden
| Platz | Athlet            | Land | Zeit (s) |
| ----- | ----------------- | ---- | -------- |
| 1     | Allen Johnson     | USA  | 13,16    |
| 2     | Anier García      | CUB  | 13,20    |
| 3     | Larry Wade        | USA  | 13,46    |
| 4     | Terrence Trammell | USA  | 13,49    |
| 5     | Colin Jackson     | GBR  | 13,63    |
| 6     | Mark Crear        | USA  | 13,63    |
| 7     | Dudley Dorival    | HAI  | 13,64    |
| 8     | Dawane Wallace    | USA  | 13,68    |

Datum: 5. September

### 400 m Hürden
| Platz | Athlet                  | Land | Zeit (s) |
| ----- | ----------------------- | ---- | -------- |
| 1     | Félix Sánchez           | DOM  | 48,47    |
| 2     | Llewellyn Herbert       | RSA  | 48,93    |
| 3     | Hadi Soua’an al-Somaily | KSA  | 48,94    |
| 4     | Boris Gorban            | RUS  | 48,98    |
| 5     | Paweł Januszewski       | POL  | 49,27    |
| 6     | Calvin Davis            | USA  | 50,14    |
| 7     | Blair Young             | AUS  | 50,79    |
|       | Angelo Taylor           | USA  | DNS      |

Datum: 4. September

### 3000 m Hindernis
| Platz | Athlet             | Land | Zeit (min) |
| ----- | ------------------ | ---- | ---------- |
| 1     | Brahim Boulami     | MAR  | 8:17,73    |
| 2     | Reuben Kosgei      | KEN  | 8:18,63    |
| 3     | Stephen Cherono    | KEN  | 8:19,98    |
| 4     | Bouabdellah Tahri  | FRA  | 8:20,25    |
| 5     | Tim Broe           | USA  | 8:20,75    |
| 6     | Luis Miguel Martín | ESP  | 8:24,03    |
| 7     | Raymond Yator      | KEN  | 8:27,19    |
| 8     | Thomas Chorny      | USA  | 9:24,26    |

Datum: 5. September

### 4-mal-100-Meter-Staffel
| Platz | Land                   | Athleten                                                            | Zeit (s) |
| ----- | ---------------------- | ------------------------------------------------------------------- | -------- |
| 1     | Vereinigtes Königreich | Jonathan Barbour Christian Malcolm Marlon Devonish Dwain Chambers   | 38,71    |
| 2     | Jamaika                | Maurice Wignall Julien Dunkley Raymond Stewart Christopher Williams | 38,92    |
| 3     | Australien             | Matt Shirvington Paul Dibella Steve Brimacombe Adam Basil           | 39,12    |
| 4     | Kuba                   | José Ángel César Luis Alberto Pérez Rionda Iván García Juan Pita    | 39,61    |
|       | Vereinigte Staaten     | Kevin Little Terrence Trammell Dennis Mitchell Joshua J. Johnson    | DSQ      |

Datum: 7. September
Die Vereinigten Staaten belegten in 38,81 s zunächst den zweiten Platz, wurden aber wegen Überschreitung der Wechselzone beim zweiten Wechsel zwischen Terrence Trammell und Dennis Mitchell nachträglich disqualifiziert.

### 4-mal-400-Meter-Staffel
| Platz | Land               | Athleten                                                        | Zeit (min) |
| ----- | ------------------ | --------------------------------------------------------------- | ---------- |
| 1     | Vereinigte Staaten | Leonard Byrd Derrick Brew Antonio Pettigrew Michael Johnson     | 3:00,52    |
| 2     | Jamaika            | Michael McDonald Danny McFarlane Ian Weakley Michael Blackwood  | 3:01,57    |
| 3     | Bahamas            | Timothy Munnings Troy McIntosh Carl Oliver Avard Moncur         | 3:01,67    |
| 4     | Polen              | Rafał Wieruszewski Jacek Bocian Filip Walotka Paweł Januszewski | 3:04,79    |
| 5     | Australien         | Michael Rehardt Paul Pearce Blair Young Clinton Hill            | 3:05,20    |

Datum: 7. September
Michael Johnson beendete mit diesem Staffelrennen seine Karriere. Es war das letzte Rennen seiner Golden Lap Victory Tour genannten Abschiedstournee. Nach seiner Goldmedaille bei den Olympischen Spielen 2000 hatte er kein Einzelrennen mehr bestritten. Nach dem Sieg der US-amerikanischen Staffel feierten ihn die Fans mit stehenden Ovationen. Für Johnson waren es die insgesamt vierten Goodwill Games.

### Hochsprung
| Platz | Athlet               | Land | Höhe (m) |
| ----- | -------------------- | ---- | -------- |
| 1     | Stefan Holm          | SWE  | 2,33     |
| 2     | Wjatscheslaw Woronin | RUS  | 2,31     |
| 3     | Jaroslaw Rybakow     | RUS  | 2,31     |
| 4     | Mark Boswell         | CAN  | 2,31     |
| 5     | Javier Sotomayor     | CUB  | 2,28     |
| 6     | Nathan Leeper        | USA  | 2,24     |
| 7     | Sergei Kljugin       | RUS  | 2,20     |
| 8     | Nick Moroney         | AUS  | 2,20     |

Datum: 7. September

### Stabhochsprung
| Platz | Athlet             | Land | Höhe (m) |
| ----- | ------------------ | ---- | -------- |
| 1     | Timothy Mack       | USA  | 5,80     |
| 2     | Alexander Awerbuch | ISR  | 5,80     |
| 3     | Dmitri Markov      | AUS  | 5,75     |
| 4     | Jeff Hartwig       | USA  | 5,60     |
| 5     | Christian Taminga  | NED  | 5,60     |
| 6     | Viktor Chistiakov  | AUS  | 5,60     |
|       | Nick Hysong        | USA  | -        |

Datum: 7. September

### Weitsprung
| Platz | Athlet                 | Land | Weite (m) |
| ----- | ---------------------- | ---- | --------- |
| 1     | Iván Pedroso           | CUB  | 8,16      |
| 2     | James Beckford         | JAM  | 8,07      |
| 3     | Hussein al-Sabee       | KSA  | 7,97      |
| 4     | Kevin Dilworth         | USA  | 7,97      |
| 5     | Luis Felipe Méliz      | CUB  | 7,88      |
| 6     | Oleksij Lukaschewytsch | UKR  | 7,87      |
| 7     | Roman Schtschurenko    | UKR  | 7,76      |
| 8     | Daniil Burkenja        | RUS  | 7,67      |

Datum: 6. September

### Dreisprung
| Platz | Athlet              | Land | Weite (m) |
| ----- | ------------------- | ---- | --------- |
| 1     | Jonathan Edwards    | GBR  | 17,26     |
| 2     | Christian Olsson    | SWE  | 16,85     |
| 3     | LaMark Carter       | USA  | 16,83     |
| 4     | Andrew Murphy       | AUS  | 16,53     |
| 5     | Onochie Achike      | GBR  | 16,36     |
| 6     | Igor Spassowchodski | RUS  | 16,20     |
| 7     | Brian Wellman       | BER  | 15,97     |

Datum: 4. September

### Speerwurf
| Platz | Athlet            | Land | Weite (m)  |
| ----- | ----------------- | ---- | ---------- |
| 1     | Jan Železný       | CZE  | 87,52 (GR) |
| 2     | Breaux Greer      | USA  | 85,86      |
| 3     | Ēriks Rags        | LAT  | 84,68      |
| 4     | Steve Backley     | GBR  | 83,34      |
| 5     | Boris Henry       | GER  | 82,34      |
| 6     | Andrew Currey     | AUS  | 81,44      |
| 7     | Raymond Hecht     | GER  | 78,68      |
|       | Emeterio González | CUB  | DNS        |

Datum: 6. September

### Diskuswurf
| Platz | Athlet               | Land | Weite (m)  |
| ----- | -------------------- | ---- | ---------- |
| 1     | Frantz Kruger        | RSA  | 67,84 (GR) |
| 2     | Virgilijus Alekna    | LTU  | 66,07      |
| 3     | Dmitri Schewtschenko | RUS  | 63,53      |
| 4     | Adam Setliff         | USA  | 63,01      |
| 5     | Wassil Kapzjuch      | BLR  | 62,52      |
| 6     | Aleksander Tammert   | EST  | 62,43      |
| 7     | Jason Tunks          | CAN  | 61,70      |
| 8     | John Godina          | USA  | 61,05      |

Datum: 5. September

### Kugelstoßen
| Platz | Athlet                | Land | Weite (m) |
| ----- | --------------------- | ---- | --------- |
| 1     | Adam Nelson           | USA  | 20,91     |
| 2     | John Godina           | USA  | 20,76     |
| 3     | Manuel Martínez       | ESP  | 20,44     |
| 4     | Arsi Harju            | FIN  | 19,88     |
| 5     | John Davis            | USA  | 19,55     |
| 6     | Andy Bloom            | USA  | 19,51     |
| 7     | Justin Anlezark       | AUS  | 19,42     |
| 8     | Pawel Tschumatschenko | RUS  | 19,34     |

Datum: 7. September

### Hammerwurf
| Platz | Athlet             | Land | Weite (m) |
| ----- | ------------------ | ---- | --------- |
| 1     | Kōji Murofushi     | JPN  | 82,94     |
| 2     | Szymon Ziółkowski  | POL  | 80,71     |
| 3     | Balázs Kiss        | HUN  | 79,51     |
| 4     | Nicola Vizzoni     | ITA  | 79,23     |
| 5     | Ilja Konowalow     | RUS  | 76,05     |
| 6     | Ihar Astapkowitsch | BLR  | 74,85     |
| 7     | Kevin McMahon      | USA  | 70,09     |

Datum: 7. September

### Zehnkampf
| Platz | Athlet        | Land | Punkte |
| ----- | ------------- | ---- | ------ |
| 1     | Tomáš Dvořák  | CZE  | 8514   |
| 2     | Erki Nool     | EST  | 8420   |
| 3     | Tom Pappas    | USA  | 8323   |
| 4     | Lew Lobodin   | RUS  | 8227   |
| 5     | Phil McMullen | USA  | 7856   |
| 6     | Jiří Ryba     | CZE  | 7736   |
| 7     | Mike Nolan    | CAN  | 7625   |
| 8     | Kip Janvrin   | USA  | 6531   |

Datum: 6./7. September

## Ergebnisse Frauen

### 100 m
| Platz | Athletin                     | Land | Zeit (s)   |
| ----- | ---------------------------- | ---- | ---------- |
| 1     | Marion Jones                 | USA  | 10,84 (GR) |
| 2     | Schanna Pintussewytsch-Block | UKR  | 11,01      |
| 3     | Chandra Sturrup              | BAH  | 11,13      |
| 4     | Chryste Gaines               | USA  | 11,14      |
| 5     | Glory Alozie                 | ESP  | 11,27      |
| 6     | Debbie Ferguson              | BAH  | 11,34      |
| 7     | Inger Miller                 | USA  | 11,37      |
| 8     | Lauren Hewitt                | AUS  | 11,50      |

Datum: 4. September

### 200 m
| Platz | Athletin           | Land | Zeit (s) |
| ----- | ------------------ | ---- | -------- |
| 1     | Debbie Ferguson    | BAH  | 22,80    |
| 2     | Kelli White        | USA  | 23,05    |
| 3     | Juliet Campbell    | JAM  | 23,17    |
| 4     | Myriam Léonie Mani | CMR  | 23,18    |
| 5     | Beverly McDonald   | JAM  | 23,34    |
| 6     | Mercy Nku          | NGR  | 23,41    |
| 7     | Alenka Bikar       | SLO  | 23,47    |
| 8     | Lauren Hewitt      | AUS  | 23,81    |

Datum: 5. September

### 400 m
| Platz | Athletin          | Land | Zeit (s) |
| ----- | ----------------- | ---- | -------- |
| 1     | Ana Guevara       | MEX  | 50,32    |
| 2     | Lorraine Fenton   | JAM  | 50,76    |
| 3     | Amy Mbacké Thiam  | SEN  | 51,25    |
| 4     | Jearl Miles Clark | USA  | 51,44    |
| 5     | Sandie Richards   | JAM  | 51,80    |
| 6     | Michelle Collins  | USA  | 51,85    |
| 7     | Olesja Sykina     | RUS  | 52,11    |
| 8     | Kaltouma Nadjina  | CHA  | 52,16    |

Datum: 4. September

### 800 m
| Platz | Athletin               | Land | Zeit (min) |
| ----- | ---------------------- | ---- | ---------- |
| 1     | Maria Mutola           | MOZ  | 1:58,76    |
| 2     | Kelly Holmes           | GBR  | 1:59,27    |
| 3     | Stephanie Graf         | AUT  | 2:00,93    |
| 4     | Zulia Calatayud        | CUB  | 2:00,94    |
| 5     | Faith Macharia         | KEN  | 2:01,57    |
| 6     | Jolanda Čeplak         | SLO  | 2:01,78    |
| 7     | Swetlana Tscherkassowa | RUS  | 2:04,48    |
| 8     | Tamsyn Lewis           | AUS  | 2:05,79    |

Datum: 5. September
Maria Mutola gewann damit zum dritten Mal in Folge den 800-Meter-Lauf bei den Goodwill Games.

### 1 Meile
| Platz | Athletin            | Land | Zeit (min) |
| ----- | ------------------- | ---- | ---------- |
| 1     | Violeta Szekely     | ROM  | 4:38,03    |
| 2     | Tatjana Tomaschowa  | RUS  | 4:38,13    |
| 3     | Carla Sacramento    | POR  | 4:39,18    |
| 4     | Lidia Chojecka      | POL  | 4:39,96    |
| 5     | Ljudmila Wassiljewa | RUS  | 4:40,79    |
| 6     | Sarah Schwald       | USA  | 4:41,01    |
| 7     | Naomi Mugo          | KEN  | 4:41,32    |
| 8     | Georgie Clarke      | AUS  | 4:43,84    |

Datum: 6. September

### 5000 m
| Platz | Athletin      | Land | Zeit (min) |
| ----- | ------------- | ---- | ---------- |
| 1     | Olga Jegorowa | RUS  | 15:12,22   |
| 2     | Berhane Adere | ETH  | 15:12,97   |
| 3     | Kathy Butler  | GBR  | 15:17,96   |
| 4     | Benita Willis | AUS  | 15:22,31   |
| 5     | Susie Power   | AUS  | 15:23,87   |
| 6     | Naomi Mugo    | KEN  | 15:33,02   |
| 7     | Mardrea Hyman | JAM  | 16:03,71   |

Datum: 4. September

### 10.000 m
| Platz | Athletin             | Land | Zeit (min)    |
| ----- | -------------------- | ---- | ------------- |
| 1     | Derartu Tulu         | ETH  | 31:48,19 (GR) |
| 2     | Ayelech Worku        | ETH  | 31:48,57      |
| 3     | Susie Power          | AUS  | 31:50,36      |
| 4     | Ljudmila Biktaschewa | RUS  | 31:54,06      |
| 5     | Kathy Butler         | GBR  | 32:18,36      |
| 6     | Ejegayehu Dibaba     | ETH  | 32:24,20      |
| 7     | Kerryn McCann        | AUS  | 32:43,67      |
| 8     | Kim Fitchen          | USA  | 33:37,39      |

Datum: 7. September

### 20.000-m-Gehen
| Platz | Athletin              | Land | Zeit (h)       |
| ----- | --------------------- | ---- | -------------- |
| 1     | Olimpiada Iwanowa     | RUS  | 1:26:52,3 (WR) |
| 2     | Jelena Nikolajewa     | RUS  | 1:27:49,3      |
| 3     | Eva Pérez             | ESP  | 1:32:22,4      |
| 4     | Waljanzina Zybulskaja | BLR  | 1:33:25,5      |
| 5     | Kerry Saxby-Junna     | AUS  | 1:33:40,2      |
| 6     | Jill Zenner           | USA  | 1:43:33,4      |

Datum: 6. September
Olimpiada Iwanowa stellte im selten ausgetragenen 20.000-m-Bahngehen den einzigen Leichtathletik-Weltrekord der Veranstaltung auf und kassierte dafür neben 20.000 US$ Siegprämie 100.000 US$ Weltrekordprämie. Auch die Zweitplatzierte Jelena Nikolajewa blieb unter dem alten Weltrekord von 1:29:36,4 h, den die Portugiesin Susana Feitor erst am 21. Juli 2001 aufgestellt hatte.

### 100 m Hürden
| Platz | Athletin           | Land | Zeit (s) |
| ----- | ------------------ | ---- | -------- |
| 1     | Gail Devers        | USA  | 12,61    |
| 2     | Jenny Adams        | USA  | 12,87    |
| 3     | Anjanette Kirkland | USA  | 12,92    |
| 4     | Glory Alozie       | ESP  | 12,96    |
| 5     | Dionne Rose-Henley | JAM  | 13,01    |
| 6     | Melissa Morrison   | USA  | 13,08    |
| 7     | Vonette Dixon      | JAM  | 13,12    |
| 8     | Jacqui Munro       | AUS  | 13,22    |

Datum: 4. September

### 400 m Hürden
| Platz | Athletin                       | Land | Zeit (s) |
| ----- | ------------------------------ | ---- | -------- |
| 1     | Tetjana Tereschtschuk-Antipowa | UKR  | 54,47    |
| 2     | Tonja Buford-Bailey            | USA  | 54,75    |
| 3     | Julija Nossowa                 | RUS  | 55,27    |
| 4     | Debbie-Ann Parris              | JAM  | 56,03    |
| 5     | Nezha Bidouane                 | MAR  | 56,10    |
| 6     | Daimí Pernía                   | CUB  | 56,32    |
| 7     | Sonia Brito                    | AUS  | 56,73    |
| 8     | Sandra Glover                  | USA  | 1:54,52  |

Datum: 5. September

### 3000 m Hindernis
| Platz | Athletin               | Land | Zeit (min)   |
| ----- | ---------------------- | ---- | ------------ |
| 1     | Melissa Rollison       | AUS  | 9:30,70 (GR) |
| 2     | Irene Limika           | KEN  | 9:39,65      |
| 3     | Jekaterina Wolkowa     | RUS  | 9:41,54      |
| 4     | Elizabeth Jackson      | USA  | 9:41,94      |
| 5     | Cristina Iloc-Casandra | ROM  | 9:46,56      |
| 6     | Lisa Nye               | USA  | 9:53,97      |

Datum: 4. September

### 4-mal-100-Meter-Staffel
| Platz | Land               | Athletinnen                                                            | Zeit (s) |
| ----- | ------------------ | ---------------------------------------------------------------------- | -------- |
| 1     | Weltauswahl        | Glory Alozie Mercy Nku Myriam Léonie Mani Schanna Pintussewytsch-Block | 42,95    |
| 2     | Vereinigte Staaten | Jenny Adams Kelli White Inger Miller Chryste Gaines                    | 42,98    |
| 3     | Jamaika            | Astia Walker Juliet Campbell Beverly McDonald Merlene Frazer           | 43,13    |
| 4     | Russland           | Olga Khalandyryeva Irina Chabarowa Marina Kislowa Larissa Kruglowa     | 44,40    |
| 5     | Australien         | Bindee Goon Chew Rachel Jackson Lauren Hewitt Sarah Mulan              | 45,00    |

Datum 7. September

### 4-mal-400-Meter-Staffel
| Platz | Land               | Athletinnen                                                                  | Zeit (min) |
| ----- | ------------------ | ---------------------------------------------------------------------------- | ---------- |
| 1     | Vereinigte Staaten | Jearl Miles Clark Monique Hennagan Michelle Collins Suziann Reid             | 3:24,63    |
| 2     | Jamaika            | Sandie Richards Catherine Scott Debbie-Ann Parris Lorraine Fenton            | 3:24,87    |
| 3     | Weltauswahl        | Daimí Pernía Zulia Calatayud Kaltouma Nadjina Ana Guevara                    | 3:28,07    |
| 4     | Russland           | Natalja Schewzowa Irina Rossichina Anastassija Kapatschinskaja Olesja Sykina | 3:30,49    |
| 5     | Australien         | Rebecca Sadler Sonia Brito Renee Robson Tamsyn Lewis                         | 3:30,94    |

Datum: 7. September

### Hochsprung
| Platz | Athletin         | Land | Höhe (m) |
| ----- | ---------------- | ---- | -------- |
| 1     | Hestrie Cloete   | RSA  | 2,00     |
| 2     | Kajsa Bergqvist  | SWE  | 1,97     |
| 3     | Wita Palamar     | UKR  | 1,93     |
| 3     | Amy Acuff        | USA  | 1,93     |
| 5     | Blanka Vlašić    | CRO  | 1,93     |
| 6     | Dóra Győrffy     | HUN  | 1,89     |
| 7     | Wenelina Wenewa  | BUL  | 1,89     |
| 8     | Jelena Jelessina | RUS  | 1,85     |

Datum: 6. September

### Stabhochsprung
| Platz | Athletin           | Land | Höhe (m)  |
| ----- | ------------------ | ---- | --------- |
| 1     | Stacy Dragila      | USA  | 4,55 (GR) |
| 2     | Swetlana Feofanowa | RUS  | 4,45      |
| 3     | Tatiana Grigorieva | AUS  | 4,45      |
| 4     | Monika Pyrek       | POL  | 4,35      |
| 5     | Kellie Suttle      | USA  | 4,20      |
| 6     | Mary Sauer         | USA  | 4,20      |
| 7     | Melissa Mueller    | USA  | 4,05      |
|       | Jenny Dryburgh     | NZL  | DNS       |

Datum: 5. September

### Weitsprung
| Platz | Athletin           | Land | Weite (m) |
| ----- | ------------------ | ---- | --------- |
| 1     | Maurren Higa Maggi | BRA  | 6,94      |
| 2     | Bronwyn Thompson   | AUS  | 6,88      |
| 3     | Tatjana Kotowa     | RUS  | 6,84      |
| 4     | Olga Rubljowa      | RUS  | 6,81      |
| 5     | Niurka Montalvo    | ESP  | 6,78      |
| 6     | Nicole Boegman     | AUS  | 6,71      |
| 7     | Chantal Brunner    | NZL  | 6,28      |
| 8     | DeDee Nathan       | USA  | 6,20      |

Datum: 7. September

### Dreisprung
| Platz | Athletin          | Land | Weite (m) |
| ----- | ----------------- | ---- | --------- |
| 1     | Tatjana Lebedewa  | RUS  | 14,58     |
| 2     | Teresa Marinowa   | BUL  | 14,37     |
| 3     | Olena Howorowa    | UKR  | 14,25     |
| 4     | Magdelín Martínez | ITA  | 14,12     |
| 5     | Jelena Oleinikowa | RUS  | 13,94     |
| 6     | Heli Koivula      | FIN  | 13,40     |
| 6     | Tiombe Hurd       | USA  | 13,40     |
| 8     | Nicole Mladenis   | AUS  | 13,32     |

Datum: 6. September

### Speerwurf
| Platz | Athletin            | Land | Weite (m) |
| ----- | ------------------- | ---- | --------- |
| 1     | Osleidys Menéndez   | CUB  | 66,14     |
| 2     | Nikola Tomecková    | CZE  | 64,70     |
| 3     | Mikaela Ingberg     | FIN  | 60,68     |
| 4     | Tatjana Schikolenko | RUS  | 57,85     |
| 5     | Kim Kreiner         | USA  | 53,08     |

Datum: 4. September

### Diskuswurf
| Platz | Athletin          | Land | Weite (m) |
| ----- | ----------------- | ---- | --------- |
| 1     | Elina Swerawa     | BLR  | 66,36     |
| 2     | Natalja Sadowa    | RUS  | 64,11     |
| 3     | Franka Dietzsch   | GER  | 62,59     |
| 4     | Kristin Kuehl     | USA  | 62,39     |
| 5     | Seilala Sua       | USA  | 61,70     |
| 6     | Iryna Jattschanka | BLR  | 59,74     |
| 7     | Alison Lever      | AUS  | 58,84     |
| 8     | Monique Nacsa     | AUS  | 53,70     |

Datum: 6. September

### Kugelstoßen
| Platz | Athletin                    | Land | Weite (m) |
| ----- | --------------------------- | ---- | --------- |
| 1     | Larissa Peleschenko         | RUS  | 18,65     |
| 2     | Yumileidi Cumbá             | CUB  | 18,41     |
| 3     | Krystyna Danilczyk-Zabawska | POL  | 18,23     |
| 4     | Astrid Kumbernuss           | GER  | 18,09     |
| 5     | Janina Karoltschyk          | BLR  | 17,88     |
| 6     | Swetlana Kriweljowa         | RUS  | 17,73     |
| 7     | Lieja Koeman                | NED  | 17,72     |
| 8     | Connie Price-Smith          | USA  | 16,63     |

Datum: 5. September

### Hammerwurf
| Platz | Athletin           | Land | Weite (m) |
| ----- | ------------------ | ---- | --------- |
| 1     | Kamila Skolimowska | POL  | 70,31     |
| 2     | Olga Kusenkowa     | RUS  | 69,98     |
| 3     | Manuela Montebrun  | FRA  | 69,80     |
| 4     | Yipsi Moreno       | CUB  | 67,83     |
| 5     | Bronwyn Eagles     | AUS  | 65,38     |
| 6     | Ljudmila Hubkina   | BLR  | 64,24     |
| 7     | Dawn Ellerbe       | USA  | 61,51     |
| 8     | Karyne Di Marco    | AUS  | 60,65     |

Datum: 4. September

### Siebenkampf
| Platz | Athletin                | Land | Punkte |
| ----- | ----------------------- | ---- | ------ |
| 1     | Natalja Roschtschupkina | RUS  | 6373   |
| 2     | Jelena Prochorowa       | RUS  | 6352   |
| 3     | Natallja Sasanowitsch   | BLR  | 6323   |
| 4     | DeDee Nathan            | USA  | 6275   |
| 5     | Larissa Netšeporuk      | EST  | 5984   |
| 6     | Jane Jamieson           | AUS  | 5863   |
| 7     | Claire Thompson         | AUS  | 5390   |

Datum: 4./5. September

## Abkürzungen
- WR: Weltrekord
- GR: Goodwill-Games-Rekord

## Medaillenspiegel Leichtathletik
| Medaillenspiegel Leichtathletik | Medaillenspiegel Leichtathletik | Medaillenspiegel Leichtathletik | Medaillenspiegel Leichtathletik | Medaillenspiegel Leichtathletik | Medaillenspiegel Leichtathletik |
| Platz                           | Land                            | G                               | S                               | B                               | Gesamt                          |
| ------------------------------- | ------------------------------- | ------------------------------- | ------------------------------- | ------------------------------- | ------------------------------- |
| 01                              | Vereinigte Staaten              | 9                               | 5                               | 7                               | 21                              |
| 02                              | Russland                        | 5                               | 7                               | 7                               | 19                              |
| 03                              | Kenia                           | 3                               | 4                               | 5                               | 12                              |
| 04                              | Vereinigtes Königreich          | 3                               | 1                               | 1                               | 5                               |
| 05                              | Äthiopien                       | 2                               | 2                               | –                               | 4                               |
| 05                              | Kuba                            | 2                               | 2                               | –                               | 4                               |
| 07                              | Australien                      | 2                               | 1                               | 5                               | 8                               |
| 08                              | Südafrika                       | 2                               | 1                               | –                               | 3                               |
| 08                              | Tschechien                      | 2                               | 1                               | –                               | 3                               |
| 10                              | Jamaika                         | 1                               | 8                               | –                               | 9                               |
| 11                              | Polen                           | 1                               | 2                               | 1                               | 4                               |
| 12                              | Schweden                        | 1                               | 2                               | –                               | 3                               |
| 13                              | Bahamas                         | 1                               | 1                               | 2                               | 4                               |
| 13                              | Ukraine                         | 1                               | 1                               | 2                               | 4                               |
| 15                              | Belarus                         | 1                               | –                               | 1                               | 2                               |
| 15                              | Weltauswahl                     | 1                               | –                               | 1                               | 2                               |
| 17                              | Brasilien                       | 1                               | –                               | –                               | 1                               |
| 17                              | Dominikanische Republik         | 1                               | –                               | –                               | 1                               |
| 17                              | Japan                           | 1                               | –                               | –                               | 1                               |
| 17                              | Marokko                         | 1                               | –                               | –                               | 1                               |
| 17                              | Mexiko                          | 1                               | –                               | –                               | 1                               |
| 17                              | Mosambik                        | 1                               | –                               | –                               | 1                               |
| 17                              | Rumänien                        | 1                               | –                               | –                               | 1                               |
| 24                              | Bulgarien                       | –                               | 1                               | –                               | 1                               |
| 24                              | Burundi                         | –                               | 1                               | –                               | 1                               |
| 24                              | Estland                         | –                               | 1                               | –                               | 1                               |
| 24                              | Israel                          | –                               | 1                               | –                               | 1                               |
| 24                              | Kanada                          | –                               | 1                               | –                               | 1                               |
| 24                              | Litauen                         | –                               | 1                               | –                               | 1                               |
| 30                              | Saudi-Arabien                   | –                               | –                               | 2                               | 2                               |
| 30                              | Spanien                         | –                               | –                               | 2                               | 2                               |
| 32                              | Deutschland                     | –                               | –                               | 1                               | 1                               |
| 32                              | Finnland                        | –                               | –                               | 1                               | 1                               |
| 32                              | Frankreich                      | –                               | –                               | 1                               | 1                               |
| 32                              | Kamerun                         | –                               | –                               | 1                               | 1                               |
| 32                              | Lettland                        | –                               | –                               | 1                               | 1                               |
| 32                              | Österreich                      | –                               | –                               | 1                               | 1                               |
| 32                              | Portugal                        | –                               | –                               | 1                               | 1                               |
| 32                              | Senegal                         | –                               | –                               | 1                               | 1                               |
| 32                              | Ungarn                          | –                               | –                               | 1                               | 1                               |